# Антон Ганчев
Антон Иванов Ганчев е български анархист, роден на 28 март 1898 г. в град Пирдоп.
При много големи лишения и бедност учи в родния си град, а по-късно и в София, но не успява да завърши гимназия. От 1918 г. е член на БКП.
През септември 1923 г. участва в Септемврийското въстание. Ръководи въстанически отряд около селата Карлиево и Челопеч.
След разгрома на въстанието е арестуван и хвърлен в затвора. Освободен е през 1924 г. Установява се на работа в Копривщица и започва да поддържа връзки с Васил Икономов, Нешо Тумангелов и др. По-късно заедно с тях сформира Копривщенската чета. Участва като четник и в Троянската чета на Георги Попов. Емигрира в Югославия и от август 1926 г. се прехвърля в Съветския съюз. В Москва завършва Международната ленинска школа. Член на ВКП (б) от 1926 г., арестуван през 1936 г., обвинен във фракционерство.
На 14 април 1925 година четниците от Копривщенската чета (Васил Икономов, Васил Попов – Героя, Нешо Тумангелов, Антон Ганчев и Нешо Мандулов) нападат колата, с която пътува цар Борис в прохода Арабаконак. Убити са ентомологът на царския музей Делчо Илчев и Петър Котев – организатор на царските ловни излети. Царят и адютантът му се измъкват невредими.
През 1937 г. Ганчев умира като доброволец в Гражданската война в Испания.